# Vernet-la-Varenne
Vernet-la-Varenne ist eine Commune déléguée in der französischen Gemeinde Le Vernet-Chaméane mit 621 Einwohnern (Stand: 1. Januar 2022) im Département Puy-de-Dôme in der Region Auvergne-Rhône-Alpes (vor 2016 Auvergne). 
Die Gemeinde Vernet-la-Varenne wurde am 1. Januar 2019 mit Chaméane zur Commune nouvelle Le Vernet-Chaméane zusammengeschlossen. Sie hat seither den Status einer Commune déléguée. Die Gemeinde Vernet-la-Varenne gehörte zum Arrondissement Issoire und zum Kanton Brassac-les-Mines (bis 2015: Kanton Sauxillanges). 

## Geographie
Vernet-la-Varenne liegt etwa 60 Kilometer südsüdöstlich von Clermont-Ferrand. Umgeben wurde die Gemeinde Vernet-la-Varenne von den Nachbargemeinden Chaméane im Norden, Saint-Genès-la-Tourette im Norden und Nordosten, Saint-Germain-l’Herm im Osten und Südosten, Sainte-Catherine im Süden, Champagnat-le-Jeune im Süden und Südwesten, La Chapelle-sur-Usson im Südwesten, Bansat im Westen sowie Saint-Étienne-sur-Usson im Nordwesten.

## Bevölkerungsentwicklung
| Jahr                      | 1962 | 1968 | 1975 | 1982 | 1990 | 1999 | 2006 | 2013 |
| Einwohner                 | 880  | 819  | 752  | 690  | 642  | 609  | 702  | 703  |
| Quelle: Cassini und INSEE |      |      |      |      |      |      |      |      |

## Sehenswürdigkeiten
- Kirche Notre-Dame

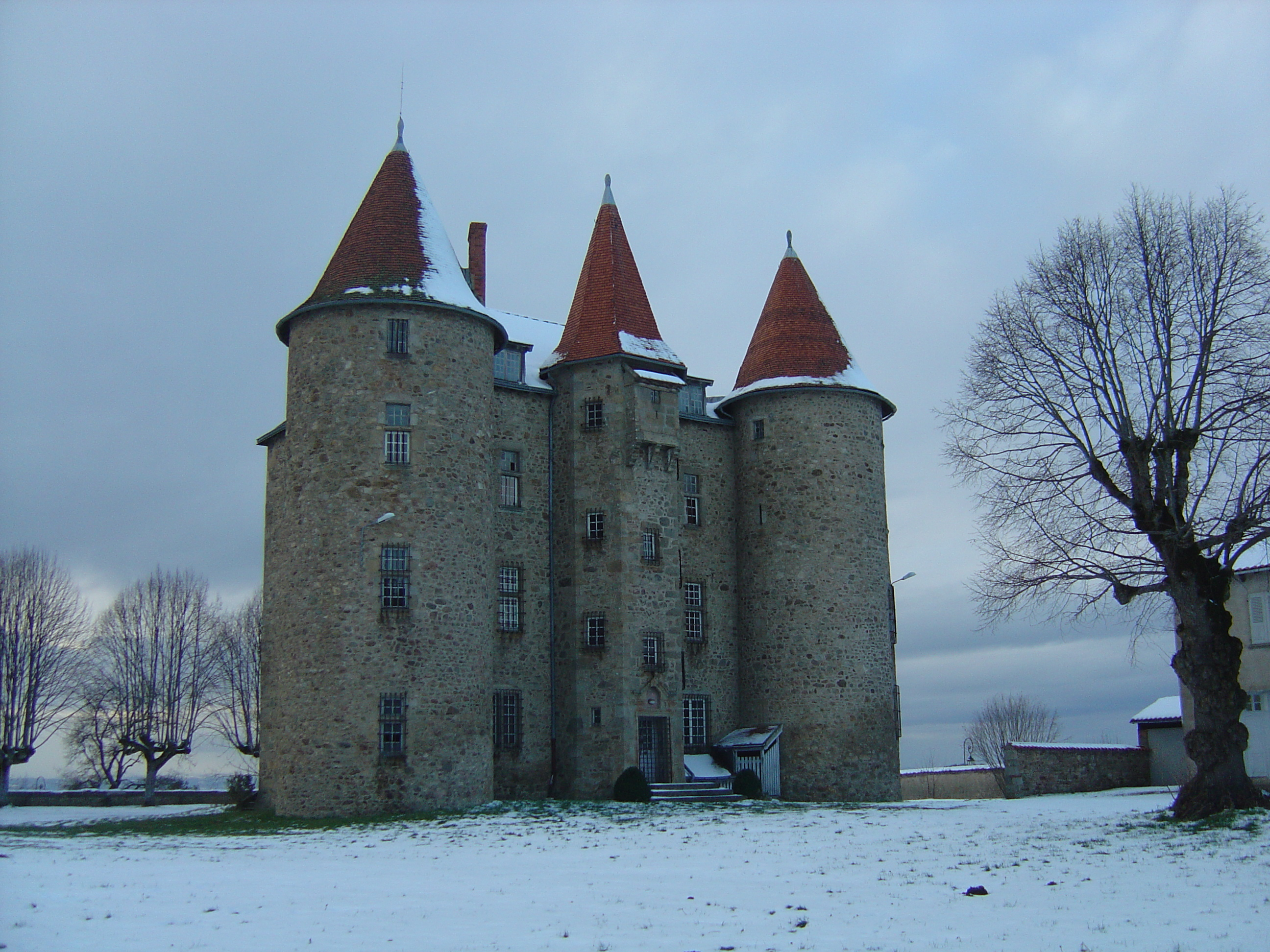
Schloss Montfort in La Reynerie
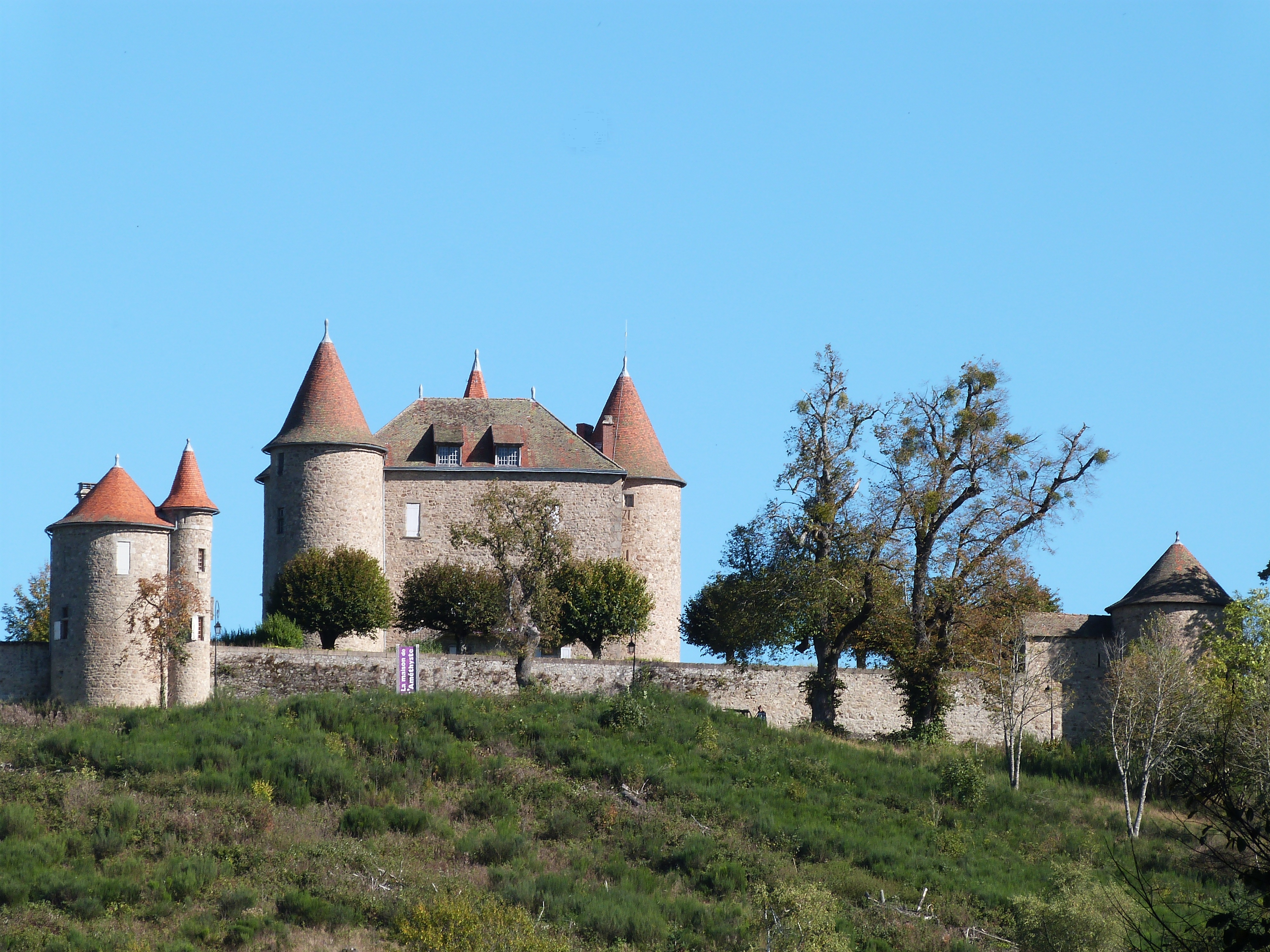
Schloss Vernet-la-Varenne

- Schloss Vernet-la-Varenne
- Schloss Montfort